# Dobre (hromada Basztanka)
Dobre (ukr. Добре) – wieś na Ukrainie, w obwodzie mikołajowskim, w rejonie basztańskim, w hromadzie Basztanka. W 2001 liczyła 1727 mieszkańców, spośród których 1625 wskazało jako ojczysty język ukraiński, 85 rosyjski, 9 mołdawski, 7 białoruski, a 1 ormiański.